# Dirk van der Aa
Dirk van der Aa (Hága, 1731. február – Hága, 1809. február 23.) holland rokokó festő, aki leginkább allegorikus munkáiról ismert.

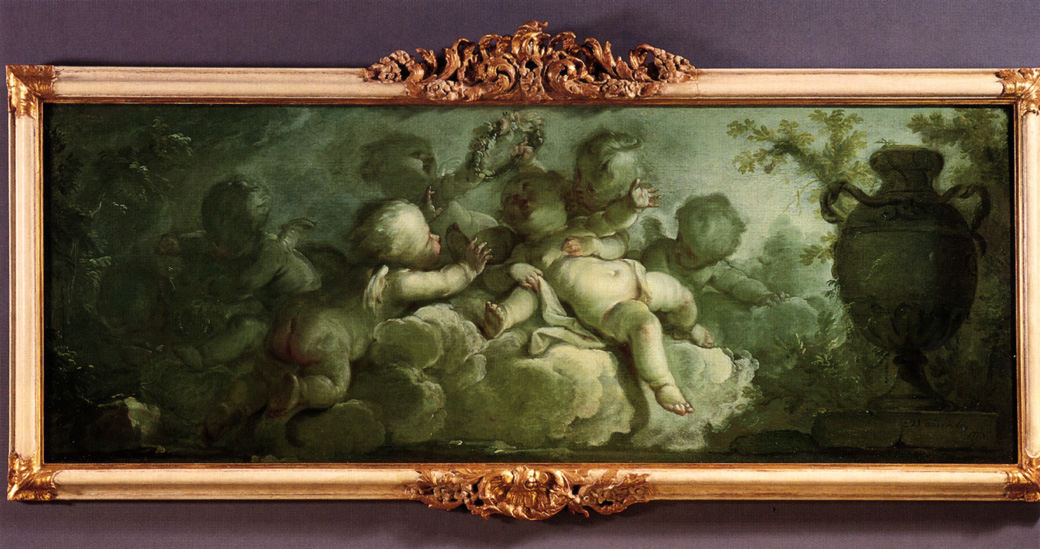
Spelende putti op wolken (Puttók játszanak a felhőkön)

## Élete
Hágában született. Először Johann Heinrich Keller, aztán Gerrit Mes tanítványa volt, utóbbival egy grisaille dekoratív festészetre szakosodott műhelyt is alapított.[forrás?]
V. Vilmos 1768-as hágai érkezese alkalmából van der Aa megtervezte a becsületkaput. A terve jelenleg az amszterdami Rijksmuseumban található.
Szülővárosában hunyt el, 1809-ben.

## Fordítás
Ez a szócikk részben vagy egészben  a   Dirk van der Aa című angol Wikipédia-szócikk ezen változatának fordításán alapul.  Az eredeti cikk szerkesztőit annak laptörténete sorolja fel. Ez a jelzés csupán a megfogalmazás eredetét és a szerzői jogokat jelzi, nem szolgál a cikkben szereplő információk forrásmegjelöléseként.